# Apolinary Hartglas
Maksymillian Apolinary Hartglas (Biała Podlaska, 7 april 1883 – Tel Aviv, 7 maart 1953) was een Pools advocaat en politicus. Hij was een van leiders van het Poolse Jodendom tussen de twee wereldoorlogen in.

## Levensloop
Hartglas werd geboren in een familie van geassimileerde Joden in Polen. Hij bezocht 1892 tot 1900 de middelbare school in zijn geboortestad en studeerde vervolgens rechten aan de Russische Universiteit van Warschau. Daar promoveerde hij in 1904 op een proefschrift met als titel Das Erbe ohne Testament in Polen und Rußland.
Tijdens zijn studententijd raakte hij betrokken bij de zionistische beweging. Van 1907 tot 1919 werkte hij als advocaat in Siedlce. Deze periode werd onderbroken door de bezetting door de Duitsers tijdens de Eerste Wereldoorlog. Hartglas zat enige tijd gevangen in Duitsland.
Na zijn terugkeer in Polen werd Hartglas lid van de gemeenteraad van Siedlce. Namens de Folkspartei werd Hartglas in 1919 gekozen in het Poolse parlement, de Sejm. Samen met Yitzhak Gruenbaum gaf hij leiding aan het Joodse blok, een samenwerkingsverband bestaande uit verschillende Joodse fracties. 
Voorafgaand aan de parlementsverkiezingen van 1922 vormde Hartglas samen met Gruenbaum het Blok van Nationalistische minderheden. Hierin waren verschillende minderheden vertegenwoordigd, zoals Duitsers, Oekraïners en Joden.  Het Blok haalde bijna zestien procent van de stemmen en was daarmee de tweede partij. Zes jaar later viel de uitslag tegen, maar haalde de partij altijd nog meer dan twaalf procent van de stemmen. Hartglas stelde zich in 1930 niet herkiesbaar omdat hij zich niet kon vinden in het autoritaire en ondemocratische beleid van maarschalk Józef Piłsudski.
Gedurende zijn tijd in het parlement was Hartglas ook redacteur van verschillende zionistische tijdschriften. Daarnaast verdedigde hij Joden in een aantal strafzaken die nationaal de aandacht trokken. Rond 1922 ondernamen nationalistische partijen de eerste pogingen om een numerus clausus voor Joden in te stellen voor bepaalde ambten en beroepen. Hartglas zag dit als een aanval op de burgerrechten van de Joodse bevolking.
Na de Duitse inval in Polen in september 1939 werd Hartglas door Adam Czerniaków opgenomen in de Joodse Raad van Warschau. Drie maanden later vluchtte hij naar Triëst. In 1940 wist hij per schip Palestina te bereiken. Daar vond hij werk bij het Joods Agentschap. Na de vorming van de staat Israël kreeg hij een hoge functie op het ministerie van Binnenlandse Zaken, dat geleid werd door Yitzhak Gruenbaum.
Hartglas' memoires verscheen in 1996 postuum met als titel Na pograniczu dwóch światów (vertaald: Op de grens van twee werelden).